# Grimstad
Grimstad là một thị xã và đô thị ở hạt Aust-Agder, Na Uy. Nó thuộc về khu vực địa lý Sørlandet. Trung tâm hành chính của đô thị này là thị xã Grimstad. Những nơi đáng chú ý khác trong Grimstad bao gồm Eide, Fevik, Fjære, Landvik, Prestegårdskogen, Reddal, và Roresanden.
Nó là một thị xã hàng hải nhỏ bé nằm giữa các đảo nhỏ (Skjærgård). Có một bến cảng, một con đường dài mua sắm cho người đi bộ, một quảng trường thị trường nhỏ, nhà thờ, và một viện bảo tàng dành riêng cho cuộc sống ban đầu của Henrik Ibsen, người đã làm một người học việc tại dược sĩ Reimann tại Grimstad giai đoạn 1844-1847, trước khi rời Grimstad vào năm 1850. Hiểu biết của Ibsen về người dân địa phương và môi trường xung quanh có thể được nhìn thấy trong bài thơ của ông Terje Vigen.